# Meridià 51 a l'oest
El meridià 51 a l'oest de Greenwich és una línia de longitud que s'estén des del pol Nord travessant l'oceà Àrtic, Groenlàndia, Amèrica del Sud, l'oceà Atlàntic, l'oceà Antàrtic, i l'Antàrtida fins al pol Sud.
El meridià 51 a l'oest forma un cercle màxim amb el meridià 129 a l'est. Com tots els altres meridians, la seva longitud correspon a una semicircumferència terrestre, uns 20.003,932 km. Al nivell de l'Equador, és a una distància del meridià de Greenwich de 5.677 km.

## De Pol a Pol
Començant en el pol Nord i dirigint-se cap al pol Sud, aquest meridià travessa:
| Coordenades                             | País, territori o mar | Notes |
| --------------------------------------- | --------------------- | --- |
| 90° 0′ N, 51° 0′ O / 90.000°N,51.000°O  | Oceà Àrtic            | |
| 89° 39′ N, 51° 0′ O / 89.650°N,51.000°O | Mar de Lincoln        | |
| 82° 31′ N, 51° 0′ O / 82.517°N,51.000°O | Groenlàndia           | |
| 82° 24′ N, 51° 0′ O / 82.400°N,51.000°O | Fiord Sherard Osborn  | |
| 81° 57′ N, 51° 0′ O / 81.950°N,51.000°O | Groenlàndia           | Passa a través de nombrosos fiords, la península de Nuussuaq i l'illa Alluttoq |
| 69° 32′ N, 51° 0′ O / 69.533°N,51.000°O | Badia de Disko        | |
| 69° 20′ N, 51° 0′ O / 69.333°N,51.000°O | Groenlàndia           | Passa a través de nombrosos fiords |
| 63° 8′ S, 51° 0′ O / 63.133°S,51.000°O  | Oceà Atlàntic         | |
| 3° 6′ N, 51° 0′ O / 3.100°N,51.000°O    | Brasil                | estat d'Amapá Pará —des de 0° 0′ N, 51° 0′ O / 0.000°N,51.000°O, passa a través de nombroses illes a la boca del riu Amazones Mato Grosso —des de 9° 48′ S, 51° 0′ O / 9.800°S,51.000°O estat de Goiás —des de 14° 37′ S, 51° 0′ O / 14.617°S,51.000°O Mato Grosso do Sul —des de 19° 24′ S, 51° 0′ O / 19.400°S,51.000°O Minas Gerais —des de 19° 38′ S, 51° 0′ O / 19.633°S,51.000°O São Paulo —des de 20° 5′ S, 51° 0′ O / 20.083°S,51.000°O Paraná —des de 22° 47′ S, 51° 0′ O / 22.783°S,51.000°O Santa Catarina —des de 26° 14′ S, 51° 0′ O / 26.233°S,51.000°O Rio Grande do Sul —des de 27° 58′ S, 51° 0′ O / 27.967°S,51.000°O, travessa Lagoa dos Patos |
| 31° 20′ S, 51° 0′ O / 31.333°S,51.000°O | Oceà Atlàntic         | |
| 60° 0′ S, 51° 0′ O / 60.000°S,51.000°O  | Oceà Antàrtic         | |
| 77° 1′ S, 51° 0′ O / 77.017°S,51.000°O  | Antàrtida             | Antàrtida Argentina, reclamat per Argentina · Territori Antàrtic Britànic, reclamat per Regne Unit |